# Eliz Iza

Eliz Iza (E ti Eliz Iza, « Dans la maison d'Eliz Iza ») est une gwerz (chanson traditionnelle bretonne), un thème breton très ancien qui figurait au répertoire des sœurs Goadec.

## Présentation

### Sujet
Dans la maison d'Eliz-Iza, il y a une jolie petite fille nommée Korantenig. En allant en Égypte, son père est noyé par les Anglais dans la mer profonde et le cœur de sa mère s'est brisé à l'annonce de cette nouvelle. Sur un rocher au bord de la mer, elle pleure la mort de ses parents et se sent seule : aux cieux il y a un bon père, à Rumengol il y a une bonne mère. Priant la Vierge Marie, mais n'ayant rien que ses cheveux blonds, elle lui donne comme couronne une natte de ses cheveux blonds.

### Nom
En 1867, Jean Pierre Marie Le Scour, dans son recueil de poèmes Telen Rumengol, l'intitule « Plac'hig Eusa » (La jeune fille d'Ouessant), et précise que ce poème se chante sur la mélodie An deiz kentan deus a viz du (Le premier jour du mois de novembre), également connue sous le nom de Marivonik.
Elle est également connue sous divers noms : Elysa (Soeurs Goadec), Kaourantenig (Maryvonne Goadec), Enez Eussa, Azeliz Iza. Yann-Fañch Kemener chante cette chanson en employant Enez Eusa (Ouessant) avec l'Héritage des Celtes accompagné par Didier Squiban au piano.

## Interprétations
Pistes de Renaissance de la harpe celtique
Ap Huw / Penllyn Caitlin Triall
L'interprétation des trois sœurs Goadec est restée célèbre.
Alan Stivell arrange la mélodie en 1970 sur son album Renaissance de la harpe celtique. Outre la harpe celtique aux arpèges limpides, Alan y fait intervenir un chœur d’hommes et de femmes, un ensemble de cordes, des bombardes ainsi qu’un groupe rock, pour la toute première fois. 
En collectant les paroles de chants traditionnels, Denez Prigent rencontre Eugénie Ebrel, l'une des sœurs Goadec, qui lui transmet la chanson. Sur scène, il la chante ensuite avec la fille d'Eugénie, Louise Ebrel. Denez Prigent interprète sa version a cappella sur son premier album Ar gouriz koar et une version live avec un bagad sur son album suivant. Il la reprend également en 2016 sur les chœurs de Story of Me de Masta Ace.
Le groupe Tri Yann en fait sa version sous le nom Korantenig (Corentine).
D'autres ensembles l'on reprise comme le bagad Bleimor, Dan Ar Braz et l'Héritage des Celtes (Enez eusa par Yann-Fañch Kemener et le pianiste Didier Squiban, et sur leur album Enez Eusa en 1996), Gwerz... En 1997, Didier Squiban l'intègre à son album instrumental Molène.  
Lors de son 50e anniversaire, le Bagad Kemper présente en 2000 « Azeliz Iza », une création musicale construite autour de la complainte Eliz Iza, s'ouvrant sur le chant des sœurs Goadec. À cette occasion, le bagad s’entoure d’une section de cuivres, d’une section de guitares et est accompagnée au chant par Marthe Vassallo. 
Le guitariste Jacques Pellen réalise une version instrumentale jazzy, sur l'album A celtic procession live et le sonneur André Le Meut joue la mélodie Plah enez(enn) Eusa à la bombarde, avec Philippe Bataille à l'orgue sur l'album du duo en 2005.
Des versions énergiques sont apparues, par le groupe Dao Dezi (1994), le groupe Kroazhent sur leur album Extraits (1997), Pat O'May sur son album Celtic Wings (2012). Le groupe Wig a Wag y fait référence dans le titre E Ti Lisa de la première chanson de l'album éponyme sorti en 2006. La chanteuse Gwennyn la chante sur son album Avalon (2016). En 2019, le bagad Cap Caval remporte le championnat des bagadoù à Lorient avec une suite construite autour de la mélodie d'Eliz Iza.